# عملية العمق المتجمد

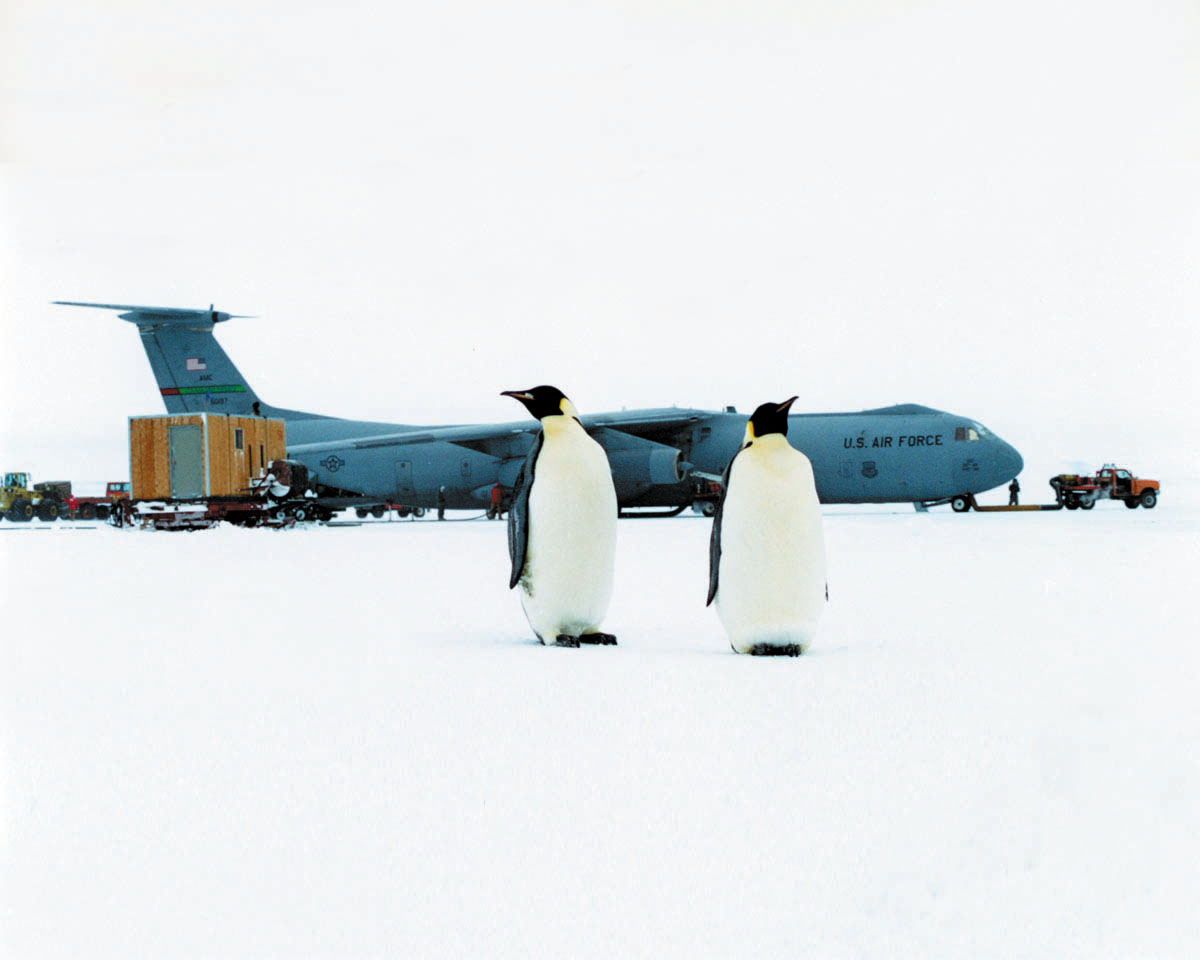

عملية العمق المتجمد (بالإنجليزية: Operation Deep Freeze) هو الاسم الرمزي لسلسلة من بعثات الولايات المتحدة إلى القارة القطبية الجنوبية، التي تبدأ بعملية العمق المتجمد 1 - بين عامي 1955 و1956 -، تليها عملية العمق المتجمد 2، وتليها عملية العمق المتجمد 3، وهكذا دواليك. ونظرًا للوجود المستمر والمتواصل للولايات المتحدة في القارة القطبية الجنوبية منذ ذلك التاريخ، فقد اُستُخدِم مصطلح عملية العمق المتجمد كمصطلح عام لعمليات الولايات المتحدة في تلك القارة، وعلى وجه الخصوص للبعثات العادية المتضمنة مؤن القواعد الأمريكية في القارة القطبية الجنوبية، والذي يجري بتنسيق من جيش الولايات المتحدة.

## قبل سنة الفيزياء الأرضية الدولية
كان للبحرية الأمريكية رقم قياسيٌّ من التنقيب في وقت سابق في القارة القطبية الجنوبية. وفي وقت مبكر من عام 1839، وبقيادة النقيب تشارلز ويلكس جرَت البعثة البحرية الأمريكية الأولى في مياه القطب الجنوبي. ثم في عام 1929، أنشأ الأميرال ريتشارد بيرد القاعدة البحرية المُسمَّاة القليل من أمريكا، وقاد حملة لاستكشاف القارة القطبية الجنوبية برًّا، وأُجريَت أول رحلة على القارة القطبية الجنوبية بين عامي 1934 و1935، أما في البعثة الاستكشافية الثانية لبيرد فقد تعمَّق كثيرًا برًّا وأيضًا أمضى في فصل الشتاء مدة أطول من سابقتها. وأما البعثة الاستكشافية الثالثة فقد جرَت في عام 1940، وفيها رُسمَ بحر روس.
بعد الحرب العالمية الثانية، وبين عامي 1946 و1947، كان لبيرد دور فعال في البحرية من خلال عملية الوثب العالي والتي من خلالها رُسِمَ معظم ساحل القارة القطبية الجنوبية. وفي عام 1948، قاد القائد الفنلندي رون حملة صوَّرَت أكثر من 450,000 ميل مربع (1.1 مليون كيلومتر مربع) عن طريق الجو. ثم وبين عامي 1954- و1955، كاسحة الثلوج يسس أتكا قدَّمَت بعثة استكشافية لمواقع الهبوط والخلجان المُستقبلية.